# Grammia williamsii
Grammia williamsii är en fjärilsart som beskrevs av Carroll William Dodge 1871. Grammia williamsii ingår i släktet Grammia och familjen björnspinnare. Inga underarter finns listade i Catalogue of Life.